# Улекчін
Улекчін (рос. Улекчин) — улус Закаменського району, Бурятії Росії. Входить до складу Сільського поселення Улекчінське.
Населення — 1116 осіб (2015 рік).

## Видатні уродженці
- Циремпілов Бальжиніма Циренжапович — російський лучник.